# Петозирис
Петозирис, зван и Анхефенхонс, био је високи свештеник бога Тота у Хермополису, а такође обављао и разне друге свештеничке дужности у служби богова и богиња Сехмет, Хнум, Амон и Хатор. Син Сишуа и Нефер-ренпет, живео је у другој половини 4. века пре нове ере под персијском влашћу. На натписима у његовој гробници у Туна Ел Гебелу поносно истиче како је обновио славу храмова у којима је служио.
Постоји псеудоепиграфски текст, Петозирис Нехепсоу, и сасвим је могуће, да је свештеник Петозирис описан у овом чланку инспирација за доделу ауторства овом делу. Нехепсо је живео у 7. веку пре нове ере, а текст је највероватније из 2. века пре нове ере.